# هنری لارسن
هنری لارسن (انگلیسی: Henry Larsen; ۲۱ ژوئیهٔ ۱۹۱۶ – ۲۶ سپتامبر ۲۰۰۲) قایقران روئینگ اهل دانمارک بود.